# NACK ON TOWN
NACK ON TOWN（ナック・オン・タウン）は、FM NACK5で毎週月曜日-木曜日の13:00-16:55に放送されていたラジオ番組である。以下、NACK ON TOWNの表記は愛称であるON TOWNとする。

## 概要
1997年3月31日に放送開始。以降2011年3月の放送終了まで、NACK5の午後の番組では一番長く続いていた番組であった。
リスナーからテーマに沿ったメッセージをFAXやメールで募集したり、その日のテーマに関連した情報を紹介したりしている。また、中継やゲストコーナー、クイズなどのコーナーもあった。以前はスタジオストリーミング中継を行っていたが、NACK5本社のさいたま市浦和区から大宮区への移転の際に廃止された。
番組ではラジオネームを用いず、本名の下の名前が読まれる。番組開始以来聴取率がよく、看板番組としての地位を確立していたが、NACK5の大規模な番組改編を理由に、2011年3月31日をもって、放送終了となった。同時に『OH! HAPPYDAY』以来続いてきたNACK5での土屋滋生MCの平日 (月 - 木) 昼のワイド番組シリーズからも撤退することになった。後番組は、三遊亭鬼丸と横田かおりが担当する『GOGOMONZ』がスタート。また、土屋は同年4月からの新番組『STROBE NIGHT!』の水曜日に異動した。

## パーソナリティ
- 土屋滋生（1997年3月31日-2011年3月31日）
  - 通称：ツッチー
- naoko（2010年1月4日-2011年3月31日）
  - 通称：センパイ（土屋がふざけて「センパイ」と呼んでいた事が定着した）

### 過去の女性パーソナリティ
- 初代 柳井麻希（1997年3月31日-2003年9月30日）
  - TBSラジオで帯番組を担当するため降板。
- 2代目 澤美代子（2003年10月1日-2009年12月30日）
  - 産休に伴い降板。

### ショッピングパーソナリティ
- 堂尾弘子（元AMラジオ「ニッポン放送」アナウンサー・フリーアナウンサー）

## タイムテーブル
- 13:00 オープニング
- 13:25 INFORMATION-POD
- 14:05 あなたにQUESTION
- 14:50 RADIO Shopping
- 15:05 週刊フラTOWN（月）、アイダ設計 MY HOME PARTNER（火）、SEIBU NAVI（水）、ベイシア DINNG MARKET（木）（〜2011年2月まで）
  - 最末期の木曜日は「三和豆水庵presents波乗りTOUHU TOWN」（2011年3月〜）
- 15:20 DELIGHT MY CAR
- 15:35 ゲストコーナー（月、水）
- 15:50 DREAM CARAVAN（火、木）
- 16:00 NACK5アフタヌーンライン
- 16:10 NTT SONG FOR YOU
- 16:30 言ってFOR ME

## コーナー

### 通常のコーナー
- オープニングトーク

その日や前日、前週に起こった出来事などを話題にトークし、関東圏の天気予報を伝える。日によっては「アーティストのライヴ先行予約」の宣伝や、不定期コーナー「予想屋シゲレの今週はこの馬だー!!」「思いつきコーナー」などを行うことがある。オープニングトークの後に「街の相談室」のお題が発表され、オープニング曲として1曲流れる。たまにオープニングトークが長引き、「街の相談室」のお題発表が曲の後にずれ込むなど、順序が前後する場合がある。
- 街の相談室

何かしらの相談がリスナーから送られ、他のリスナーがその解決策を模索するコーナー。番組のメインとなっている。頼りになる意見が出た時には、番組ステッカーが進呈される。なお、土屋が「街の相談室」とコールする際、お笑い芸人の真似や、自身のマイブームのモノマネなどでタイトルコールをする。また、シール進呈の際には「ニャララッニャッニャニャー！ON TOWNシールを、ニャー！」というステッカージングルを流している。
- ふつおた (普通のお便り)

テーマ (街の相談室) 以外の何気ないメッセージを読むコーナー。もともとはコーナー化されておらず、ごくまれにしか紹介していなかったが、テーマとは関係ないメッセージも多数寄せられるようになったため、コーナー化された。このコーナーでも、面白かったり、パーソナリティーの2人がグッときたりしたメッセージなどにON TOWNシールプレゼントされる。
- 今日のメニュー

その日の番組内容を大まかに発表する。
- INFORMATION-POD

その日のテーマに沿った情報や、話題のもの、映画、本、グッズを深く掘り下げるコーナー。
- あなたにQUESTION

その日のテーマや記念日、ニュースなどから関連したクイズが出題されるクイズコーナー。当選商品は、アーティストグッズ詰め合わせや、アーティストのお宝グッズなどである。
- RADIO Shopping

総通 (日本直販) 提供のラジオショッピングコーナー。紹介する商品は、直前の番組「Fresh Up 9」と同じである。
- DELIGHT MY CAR

イントロクイズや、駐車場のあるお店・ドライブの思い出・ドライブミュージックなどにまつわるリスナーのメールを紹介するコーナー。イントロクイズの当選賞品はDelight My CarオリジナルQUOカードである。
- NACK5 Afternoon LINE

NACK5報道情報センターのニュースキャスターがパーソナリティーと共に送るニュースコーナー。
- NTT SONG FOR YOU

当日、メッセージと共に送られてきたリクエスト曲を集計し、曲を放送するコーナー。曲の途中で、その日最後のクイズ『SONG FOR YOUクイズ』が出題される。当選賞品は「NTT SONG FOR YOU オリジナルステッカー」である。ゲストコーナーが行われる場合もある。
- 言ってfor Me

家族や親友などに宛てて、誕生日や業務連絡などのメッセージを伝える伝言板コーナー。SONG FOR YOUでゲストを迎えた場合は休止になる。誕生日メッセージにはパーソナリティ2人がHappy Birthday to Youをアカペラで歌い、出産間近のリスナーには2人で安産祈願をすることがある。
- ASAHI BEER AFTER6 CRUISING

4月 - 9月の毎週木曜日、16:40頃に埼玉県内のアサヒビール加盟の店を紹介するコーナー。店のオーナーと電話を繋ぎ、店の特色などを取材する。紹介した店はNACK5のホームページに掲載される。毎回、番組側が無理なお願いをして、割引や無料サービスが受けられるようになる。
- 番組引き継ぎ (クロストーク)

当番組の次の番組であるNACK AFTER5が公開放送される大宮アルシェサテライトスタジオと繋ぎ、NACK AFTER5のパーソナリティ2人とトークする。

### 曜日限定コーナー
- 週刊フラTOWN (月曜日)

不定期コーナーから昇格。フラダンスやハワイの情報を紹介するコーナー。
- アイダ設計 MY HOME PARTNER (火曜日)

家に関する質問や、動物や植物を育てるアドバイス、リスナーからの相談を解決するコーナー。2009年3月までは、アイダ設計 BRAVO STYLEとして13時台後半に毎日行われていた。また、週替わりで以下の内容が行われた。
「カラーしようよっ！」のコーナーではカラーセラピストの澤美代子が登場し、リスナーからのカラーに関する質問に答える。
アイダ設計の広報担当者が生出演し、直接相談もする。
- SEIBU NAVI (水曜日)

西武線沿線の情報や埼玉西武ライオンズ情報を紹介したり、月ごとに誕生日のリスナーをお祝いし、プレゼントを贈ったりするコーナー。プレゼントは埼玉西武ライオンズの観戦チケットやグッズなどである。西武線沿線の情報は、2009年4月まではパーソナリティの2人が紹介していたが (それ以降も、その機会は不定期にあった)、2009年4月以降は原則として「西武鉄道スマイル&スマイル部」の社員の女性が電話で紹介し、パーソナリティの2人が質問をしていく形になっている。初代紹介者は土屋に「やぎっち」とニックネームをつけられたヤギチホ（-2010年4月14日）、2代目はササキタカコ（2010年4月21日-）。なお、ヤギは最終出演日は通常通り西武沿線情報を紹介し、降板の挨拶はなかった。2010年からは土屋がライオンズの選手にインタビューした模様を放送するようになった。
- ベイシア DINNG MARKET (木曜日)

ベイシアで販売されている食材を使った簡単レシピや、食材の知識を紹介するコーナー。土屋がその食材を使って料理 (創作料理など)にチャレンジし、NACK5ホームページに写真付きでアップされた。また、リスナーからもレシピを募集し、採用されるとベイシアの買物券やエコバッグなどがプレゼントされた。2011年2月24日でコーナー最終回を迎えた。
- 三和豆水庵 presents 波乗り TOUHU TOWN（2011年3月3日〜）

三和豆水庵と連動して、番組タイアップの豆腐を開発し、オリジナル豆腐を発売する企画だったが、2011年3月11日に発生した東日本大震災の影響で、東日本大震災復興応援豆腐を開発・発売する企画へ変更した。しかし、短期間で立ち上げた企画だったため、放送期間中に目標を達成できず、後番組の「GOGOMONZ」へコーナーが引き継がれることになった。 (後番組でもこのコーナーのみ土屋が進行している。)  なお、3月17日から3月31日までは、被災者へ配慮してコーナー名読みを一部カットしていた。その後、このコーナーは1年後の3月2012年3月29日をもって土屋進行バージョンは終了し、2012年4月からは「fresh Up 9」の火曜・水曜午前11:35頃へ移動することになった。なお、移動に伴いコーナータイトルも「三和豆水庵 Presents 波乗り！102wave」へリニューアルされた。
- ゲストコーナー（月・水）

ゲストを迎えるコーナー。
- DREAM CARAVAN（火・木）

レポート中継コーナー。木曜日はベイシアからの中継が多い。
主なレポーター - 棚橋麻衣、遠近由美子、池田香織など

### 不定期コーナー
- フライングTOWN

期間限定で行われるコーナー。2009年秋に放送された際はフライングガーデンの全メニュー食べつくし、2010年春の放送ではオリジナルメニュー作成を中心に放送。
- 松坂大輔情報

ボストン・レッドソックスの松坂大輔の情報を、現地のレポーター「カルロス・山崎」（通称：カーリー、かるちゃん）に伝えてもらうコーナー。
- 予想屋シゲレの今週はこの馬だー!!

予想屋シゲレが中央競馬のG1レースを予想するコーナー。以前の「予想屋シゲロの今週はこの馬だー!!」が的中率が低く、企画が打ち切られそうになったが、番組内でリスナーにアンケートを取った結果、コーナー継続派が多数であったため、継続が決定しリニューアルした。毎回、世の中の出来事をもとに大胆なこじつけで「馬単」「馬連」「三連単」などを予想する。
- 週刊○○○TOWN

期間限定で1つのテーマを深く掘り下げる情報コーナー。例としては、週刊DisneyTOWN、週刊プールTOWNなど。コーナー立ち上げ当初は、パーソナリティの2人が架空の週刊誌の編集長と編集局員に扮してコーナーを進めていたが、いつの間にかその設定は立ち消えになった。
- 月刊ディズニーTOWN

月一恒例コーナー。東京ディズニーリゾートのイベント情報を伝える。東京ディズニーリゾートで期間限定イベントなどがある場合は、週刊ディズニーTOWNに変更になる。東京ディズニーリゾートにまつわるいろいろなテーマを設け、リスナーからメッセージを募集する。また、メッセージ採用されたリスナーには、入園チケットやディズニーグッズがプレゼントされる。2010年7月24日 (土曜日) には「東京ディズニーリゾート presents 夏ディズニーTOWN」として、ディズニー情報を伝える特番が12:55 - 17:00に放送された。

### 過去のコーナー
- フクフクINFORMATION-POD→INFORMATION-POD
- MEGA Hits Bravo
- シゲロ今週の一冊
- 月末恒例フリーメッセージ  - テーマが無くフリーメッセージ。
- 月末恒例リクエスト祭 - リクエスト。
- 月末恒例カラオケ祭 - カラオケリクエスト。
- シネマTOWN
- じゅーじゅーTOWN
- ひゅーひゅーTOWN
- RANKING TOWN
- GRACIA TOWN →アイダ設計 Ai'Hearth STYLE→アイダ設計 BRAVO STYLE
- サワネタ
- グランデコ GOOD SNOW LAND
- サリダ CAREER LIFE
- 美タミン Comfort
- 予想屋シゲロの今週はこの馬だー!!→予想屋シゲレの今週はこの馬だー!!
- QUIZ NACK ON World

世界の国々の特色や観光スポットを紹介し、海外旅行に役立つ情報を紹介するコーナー。紹介した国々にまつわるクイズを三択で出題され、正解すると旅行グッズなどがプレゼントされる (初期は3万円分の旅行券であった) 。このコーナーは同局の期間限定番組「Mail-reqbox M-SUN」でザ・190択クイズとして行われていたが、番組終了のために同じプロデューサーの辻によって当番組に移動した。
- ENJOY!TODAY

曜日によって変わる日替わりコーナー。本や生活に役にたつグッズなどを紹介する。

## 公開放送
過去に行った公開放送は下記の通りである。
- 埼玉県さいたま市大宮区の大宮アルシェにあるサテライトスタジオ「STUDIO ARCHE」からの公開生放送（主に夏・冬・春休み期間中の1週間に行う）。
- イオンのショッピングセンターからの公開放送。
- IBS茨城放送&FM NACK5 エネルギー放送局 茨城県東海文化センター特設ステージでの公開録音放送。
- 独立行政法人日本原子力研究開発機構大洗わくわく科学館での公開録音放送。

## 番組グッズ
番組ステッカー
番組オリジナルのステッカーがなかったため、リスナーからの「番組ステッカーを作ってほしい」という要望で製作された。それまでは「NACK5 STATION Sticker」に直筆サインを書き、リスナーにプレゼントしていた。
- VERSION1（青い文字でNACK ON TOWN）（2004年4月19日）

初のON TOWNステッカーは、浦和駅前コルソ1階の生花店“わたぬき”の前と大宮駅西口アルシェ2階入口付近で、曜日交代で79.5枚ステッカーを配った。製作枚数が少なかったため、次のデザインのステッカーができるまで枚数が足りなくなってしまった。
- VERSION1.5（赤い文字でNACK ON TOWN）（2004年6月11日）

VERSION1のステッカーの色違いを浦和駅前コルソ1階の生花店前、西武新宿駅前、銀座山野楽器前、大宮駅西口アルシェ前の4ヵ所で、スペシャルウィークに曜日交代で配布した。ステッカー台紙裏には抽選番号があり、当選すればキリンチューハイがプレゼントされた。
- VERSION2（N.O.Tのロゴデザイン）（2005年10月17日）

「ニューステッカーバラまき隊」企画（以後不定期恒例企画）で大量に配布した。そのため、年明けの2006年には在庫が無くなった。
- VERSION3（NACK5ステーションステッカーに無理やり合体デザイン）（2006年）

前回と前々回の反省を踏まえ、大量生産され追加生産もされた。VERSION3は大宮駅西口での配布は行わずに「ステッカーバラまき隊」と出張公開放送（スタジオアルシェとイオン公開放送）で大量に配布した。スペシャルウィークで特別製作された幻の特大サイズ「年末ジャンボステッカー」（シリアル番号入り）のON TOWNシールも、この年に製作された。
- VERSION4（ハート型デザイン）（2007年-2011年）

VERSION3と同じく「ステッカーバラまき隊」で配布し、番組終了までこのバージョンをリスナープレゼントしていた。
- Song for you ステッカー

数回デザイン変更され、現在のステッカーはシルバーのステッカーで「Song for you」と書かれている。プレゼント枚数が少ないため、あまり見かけない。プレミアバージョンでキラシールのステッカーもある。

絶版となったステッカー
- salidaコラボステッカー（サリダ CAREER LIFE）
- アイダ設計コラボステッカー（アイダ設計 BRAVO STYLE）
- フクダ運輸倉庫コラボステッカー（フクフクINFORMATION-POD）
- アーティスト及び、スポンサーコラボステッカー

ON TOWNオリジナルグッズ
- アーティストグッズ詰め合わせ袋
- アーティストとのコラボグッズ
- ビーチサンダル協会公認ビーチサンダル
- ビニール傘
- カラーリストバンド（3色）
- 彩のかがやき
- Delight My CarオリジナルQUOカード
- ドラTOWN会員証（ドラ息子ver.、NACK ON TOWN支部長ver.、スペシャルウィークver.）

ON TOWNソング
- 以前、「じゅーじゅーTOWN」というコーナーがあった際、ゲストで出演したナオトに作曲を依頼し、世界一周一人旅に出発する前日にテーマソングを完成させ、番組に届けた。以後、コーナーテーマソングとして使用されたが、CD化の予定はなく、コーナー終了以降は幻の曲となった。その後、「焼肉の日（8月29日）」にごくまれにリクエストで流される。
  - じゅーじゅーTOWN
    - 作詞・作曲:なおと、唄:なおと（ナオト・インティライミ）

## エピソード
- 土屋の挨拶

土屋は必ずオープニングで「1時です！こんちは！土屋滋生です」といい、エンディングは「ありがとうございました！」で締める。木曜日の場合は「一週間ありがとうございました！」となる。
- かめはめなみ

リスナーからのお便りにて書かれていた、ドラゴンボールに登場する技の名前「かめはめ波（かめはめは）」を、澤美代子が「かめはめなみ」と誤読したのが発端。その日のリスナーからのお便りには、その「かめはめなみ」をネタにしたものが多数届いた。その後、土屋やリスナーに「かめはめなみ」をネタにされた。
2008年10月20日-24日のスペシャルウィークに、「かめはめ相談室」というコーナーが設けられた。世界で唯一の「かめはめなみ」の使い手である澤美代子師範が、リスナーのダメなところ、やってしまったところを逆電で聴き、「かめはめなみ」でお祓いする。
- 納豆大好き土屋滋生

以前は納豆が大嫌いだった土屋は、納豆の日（7月10日）に納豆レシピを募集し、番組内で実食する企画（以後不定期恒例企画）で納豆を食べさせられ、見事克服。納豆好きに転じた。
- 美代子はお嬢様

家に関するメッセージテーマの際、妄想で土屋が「澤さん家って吹き抜けホールの玄関にらせん階段があるんでしょ？」と発言し、「澤美代子=お嬢様」という先入観をリスナーに植え付けた。その他にも、普段からゴールドカラーの服やブーツを身にまとい、本人からの「キラッキラしたもの、大好き!!」発言で、澤はお嬢様として定着した。また、当番組の前の番組「Fresh Up 9」の仁井聡子とのクロストークでも、よく澤はお嬢様的な内容のトークをしていた。
夏休みや冬休みを取ってよく海外旅行する時は、自家用ジェットで渡航したり、本社スタジオに出社する時は自家用ヘリで出社する（土屋談）。
- モノマネ

土屋のモノマネレパートリーが多く「福山雅治」、「ジャック・バウアー」、BEAT SHUFFLEパーソナリティの「浅井博章」、太陽にほえろ!の「山さん」、アフラックCMの「アフラックダック」、「ミッキー」、「電車の車掌アナウンス」、「美輪明宏」、「麻生太郎」などある。その他にもお笑い芸人などもモノマネをする。
澤はレパートリーが少ないもののレベルが高い。「浜崎あゆみ」、WEEKLY NACK5のパーソナリティー「遠近由美子」、「maylee」、DreamCaravanリポーター「棚橋麻衣」など。
- いきなりゲスト

「Song for you」のコーナーは、パーソナリティーにとってしばしの休憩時間になり、この時間に土屋はよく喫煙所で一服する。そこで、本社にたまたま仕事の用事などで来ていた、他の番組パーソナリティーと廊下で出会うと、そのままスタジオに連れて来て、いきなりゲストとして番組に参加することがある。玉川美沙と久々に会った時は、番組出演を断られた。
ちなみに「NACK5 17th．Anniversary Challenge Radio」の企画でDJトライアル（DJ3人が各番組でサイコロを振り、その目でゴールを目指す恒例企画）を行った際、ゴールとして設定されていた前番組「NACK WITH YOU」の放送時間内にゴールできなかったDJトライアル参加者山本昇は、ON TOWN放送中に乱入ゴールし、スタジオを追い出された。
- いきなりゲスト
  - バカボン鬼塚
  - 菊池淳介
  - maylee
  - 平尾博嗣（埼玉西武ライオンズ）
  - 山口達也 (当時TOKIO)
  - 山本昇
- 準レギュラー
  - 山口達也 (当時TOKIO)
  - 倖田來未
  - 大塚愛
  - スガシカオ
  - ナオト（現在はナオト・インティライミ）
  - 平尾博嗣（埼玉西武ライオンズ）
  - 星野智樹（埼玉西武ライオンズ）
- 土屋滋生の卒業騒動

銀座スタジオの近くで飲んでいた土屋が呼び出され、ON TOWNスペシャルウィークの番組宣伝をするため、急遽（辻プロデューサーの差し金で）The Nutty Radio Show 鬼玉に出演させられた。「卒業」がテーマの企画を当たり障りない程度に説明するつもりが、土屋自身が酔っ払っていたこともあって、バカボン鬼塚と菊池淳介が意味を履き違え「土屋は番組を卒業する」と捉えられた。翌日の当番組に、鬼玉を聴いたリスナーから「ツッチー辞めないでっ!!」「なんで卒業なの?」というメールが殺到し、土屋から説明がなされ一件落着した。
- 土屋滋生と澤美代子は恋人?疑惑

ことの発端は、同じNACK5の番組「HITS! THE TOWN」にリスナーから届いた「ON TOWN のツッチーと澤さんは仲良しですよね？」というメールだった。そのメールを読んだパーソナリティのバカボン鬼塚は、「ああ、あのふたりデキてるんだよ〜」とあっさり答えたために騒動になった。
翌週月曜日の鬼玉で、再びそのことについてリスナーからメールが届き、相方の菊池淳介も「あのふたり怪しいよね？付き合ってんじゃね？」と答えた。
その年の年末カウントダウンイベント「様ソニ」の総合司会に決まった土屋だが、アシスタントは誰になるか「HITS! THE TOWN」 で話題になり、結果、リスナー投票で澤になった。しかし、アシスタント選びがいつの間にか「土屋滋生の結婚相手は澤美代子」という趣旨にすり替えられて盛り上がり、「様ソニ」当日、親密そうな2人を鬼塚が目撃し、放送で暴露したため、恋人疑惑が再熱した。
その後、「2人はもうじき結婚する」という話にまで発展し、当番組にそのことについてのメールが殺到した。土屋は番組で異例の否定会見を行い、相方の澤は「土屋さんに振られて捨てられちゃった」と冗談を飛ばした。その数ヶ月後に澤は結婚し、maylee の代打で出演した「HITS! THE TOWN」で鬼塚に「結婚した相手は土屋？」と聞かれ、再び「土屋さんに振られて捨てられちゃった」と同じ冗談を言い、結婚相手は土屋ではないことが判明。あえなく一連の騒動は終結した。2009年12月には、澤の結婚相手（通称：こうちゃん）が「どらTOWN」のクイズの出題者として録音で出演した。
- Nintendo Wii プレゼント不発

土屋がゴルフコンペの賞品としてNintendo Wiiを入手したことを番組でなにげなく話したところ「土屋さん、リスナーにもしかしてプレゼント？」と澤が発言。土屋本人は「もらったばっかでまだ箱開けてないし、少し遊んでみてから…」と言葉を濁した。リスナーからも「Nintendo Wiiが欲しい」とメールが多数寄せられたが、プレゼントされなかった。
数ヶ月後、クリスマスを間近に控え、リスナーから「Nintendo Wiiプレゼント、どうなったんですか？」とのメッセージが再び届いた。土屋は「え？プレゼントするって言ったっけ？今、ちっと遊んでいるから…」ととぼけ、あやふやになったため、リスナープレゼントされなかった。
- 土屋滋生のカルチャーショック

「HITS! THE TOWN」のパーソナリティー・バカボン鬼塚がインフルエンザで番組を休演し、代役として土屋が出演した際、当時のパーソナリティ・mayleeのやる気のなさと「HITS! THE TOWN」のぬるい番組進行に土屋は困惑。番組終盤にはすっかりmayleeに毒され、翌週の当番組では土屋のキャラクターが180度変わっていた。澤には「どうしたの?土屋さん!?」と驚かれ、心配されるほどであった。以後、それまで真面目そのものだった土屋の仕事への姿勢が弾けたものとなる。
- 西哲男（通称：てつお、てったん。鬼玉時代は西くんと呼ばれた）

当番組のチーフディレクター。「The Nutty Radio Show 鬼玉」の元・月曜日ディレクター。番組取材やプライベートで土屋とよく一緒に行動しており、土屋と共に他の番組にも出演することがある。
以前、澤が体調不良で番組を休んだ時に、代役として土屋と2人で番組を進行した事もあり、パーソナリティーの2人に引けを取らない人気を博している。スペシャルウィークの企画考案に行き詰まり、「釣りバカ日誌」シリーズ公開でもない時期に、思い付きで「釣りバカ西哲男」という苦し紛れのコーナーを企画したこともあった。バカボン鬼塚、菊池淳介が番組にゲスト出演するたび、2人に「放送中に買い出しに行く」などの無理難題を押し付けられる。
- ON TOWNシールプレゼントの際のステッカージングル

シール進呈の際には「ニャララッニャッニャニャー!ON TOWNシールを、ニャー!」というステッカージングルを流しており、このステッカージングルは、「The Nutty Radio Show おに魂(鬼玉)」の「タラララッタラッタラー、鬼玉シールどーん！」をもじったものである。
これは以前、土屋が鬼玉にゲスト出演した時「たまにプライベートでも番組を聴くうちに、鬼玉シールジングルが気に入った」というエピソードを話したことが発端で、あまりにも土屋がステッカージングルを口ずさんでいたため、リスナーより「 (ON TOWNにも) ステッカージングルを作ってあげて！」という投稿が当番組と鬼玉に殺到した。それを聞きかねた鬼塚が「西、元鬼玉ディレクターだったんだから作ってやれっ!!」と提案。
それを受けた西が、鬼玉の月曜日放送の際にNACK5銀座スタジオに出向き、ステッカージングルを作った。その際、2種類のサンプリングボイスを作り、パーソナリティとリスナーの双方から多数決を取り、ステッカージングルを決めた。また土屋自身は鬼玉が気に入っているようで、たまに「ON TOWNシールプレゼント!!」のところを「鬼玉シールプレゼント!!」と言うことがある。
ちなみに、お蔵入りになってしまったもう片方のステッカージングルは「ばばんば、ばんばんばーん!ON TOWNシールを、オーンッ!!」であり、ごくまれに使われることもある。ステッカージングルボイスは菊池淳介。
- RADIO Shoppingの商品

番組内のラジオショッピングコーナーで販売された「ソラデー2」や「髭レーザーZ」は、土屋や澤も愛用している。また、ラジコンが紹介される日は、スタジオの外にいるレコード会社のプロモーターや、番組スタッフなどがラジコンを取り合ってスタジオで遊んでいることもある。時期物のタラバガニやふぐなどが紹介される際は、ショッピングキャスターが商品を使った簡単料理をパーソナリティー2人に振舞って商品の良さをアピールするが、商品の説明そっちのけで、料理を食べるのに夢中になる場合が多い。
- Happy Birthday to You

「言ってfor Me」の際に2人が歌う「Happy Birthday to You」は好評で、一時期CD化の話も出たが、番組終了までに叶うことはなかった。

## オリジナルキャラクター
- スペシャルウィークや思いつき企画などで登場したON TOWNオリジナルキャラクター。たまに放送中に出てくるキャラもいる。
  - ミッキー（Disney ON TOWNコーナー）
  - サワエさん（オープニングでじゃんけんコーナーをしていた）
  - 太陽にほえろ!の山さん（スペシャルウィークで登場）
  - 澤先生としげおくん（スペシャルウィークで登場）
  - サンタクさん（クリスマス間近で登場）
  - DJシゲ（EURO FIRE復活コーナーで登場）
  - 予想屋シゲロ（不定期企画「予想屋シゲロの今週はこの馬だっー!!」で登場）
  - 予想屋シゲレ（不定期企画リニューアル版「予想屋シゲレの今週はこの馬だっー!!」で登場）
  - 街の相談室室長のゲリ室長、編集部員のミヨコ（番組テーマ発表で登場）
  - カラーセラピストの澤美代子先生（ENJOY!TODAYのカラーしようよっ!に登場）
  - 顔パンパンマン（スペシャルウィークで登場）
  - 澤美代子師範（スペシャルウィークの「かめはめ相談室」で登場）

## スペシャルウィーク
NACK5全体で2ヶ月に1度行われ、2週間続く。当番組でも以前まで題名が「スペシャルウィーク」のみであったが、2007年6月18日からのスペシャルウィークに行った企画「どらTOWN」以降、「スペシャルウィーク」から「どらTOWN」に題名が変わった。
- 今までのスペシャルウィーク企画（一部）
  - 温泉WEEK 温泉投票ランキング
  - 「CATCH THE CHANCE」
  - 「第1回 NACK ON TOWNミュージックアワード」
  - 「NACK ON TOWNレポーター」
  - NACK ON TOWN PKクイズ
  - 「澤美代子を最強の花嫁にしよう!」
  - 『日本スイムスーツ協会presents NACK5 海の日スペシャル 〜I LOVE MARINE〜』
  - 「夏の音を探しに行こう AGAIN!」
  - 「NACK ON TOWN 甲子園クイズ 〜終わらない夏〜」
  - 『お願い!サンタクロース』
  - 「N-1 GRAND PRIX」
  - 「目指せ!NACK ON TOWN支部長!地元万歳選手権!」
  - 「QUIZ あの時 あの出来事」
  - 「どらTOWN」（どら息子、どら娘、どらペット募集）
  - 「冒険ドリンクTOWN」
  - 「スタミナユーロTOWN」
  - 「浮気刑事!!」
  - 「釣りバカ西哲男」
  - 「どらナベ」
  - 「業務連絡!支部長、定例ミーティングです!」
  - 「帰ってきた暇つぶし選手権」
  - 「NOT ON TOWN」
  - 「かめはめ相談室」